# 張敬修 (神父)
張敬修（英語：Joseph Marie Zhang Jing-xiu，1881年3月23日—1941年4月20日，聖名：若瑟），是天主教中國籍神父。曾任蒲圻宗座監牧區宗座監牧（1929年-1941年）。

## 生平
張敬修出生於1881年3月23日，清朝湖北省漢口。1908年12月19日，張敬修27歲時在晉鐸。
1929年4月16日張敬修在27歲時，獲時任教宗庇護十一世任命為蒲圻宗座監牧區宗座監牧。
1941年4月20日，張敬修神父在中華民國湖北省去世，享年60歲。